# Emil (Kinderfernsehpreis)
Der Emil ist ein deutscher Kinderfernsehpreis, der 1995 bis 2019 jährlich von der Programmzeitschrift TV Spielfilm verliehen wurde. Er würdigte herausragende Kinder- und Jugend-TV-Produktionen sowie Spielfilme, die erstmals im deutschsprachigen Fernsehen ausgestrahlt wurden.

## Teilnehmer
Einmal im Jahr ruft die Zeitschrift Fernsehsender, Produzenten, Regisseure und Autoren auf, ihre besten Programme einzusenden. Nominiert werden können sowohl eigenproduzierte als auch lizenzierte Sendungen aller Genres.
Eine Jury aus Medienpädagogen und Kritikern sichtet die eingesandten Beiträge und zeichnet die besten mit dem Emil aus (anfangs auch alternativ mit einer lobenden Erwähnung). Die Anzahl der Auszeichnungen variiert und wird jedes Jahr nach der letzten Jury-Sitzung festgelegt. Der Emil ist nicht dotiert, die Gewinner erhalten also kein Preisgeld.
Benannt wurde der Preis nach dem Kinderbuch Emil und die Detektive von Erich Kästner.

## Preisträger

### 1995
- Die Nachkriegsmaus – Special aus der Reihe Die Sendung mit der Maus (Deutschland 1994, Hauptpreis)
- Doug (Zeichentrickserie, Frankreich/USA 1991, Sonderpreis)
- mittendrin (Umweltmagazin, Deutschland 1994, Sonderpreis)
- Valentin (Trickserie, Deutschland 1994, Sonderpreis, Redaktion und Regie: Beate Rose)
- Guck mal – Folge: Kinder malen Meisterwerke der Kunstgeschichte (Deutschland 1994, Lobende Erwähnung)
- Ich bin’s, Jasper (Abenteuerfilm, Dänemark 1992, Lobende Erwähnung)
- Geheim – oder was?! – Folgen 19 und 20 (Abenteuerserie, Deutschland 1994, Lobende Erwähnung)
- Moskito – Folge: Tanzen (Magazin, Deutschland 1994, Lobende Erwähnung)

### 1996
- Thirty Five Aside (Kurzfilm, Irland/Deutschland 1996, Hauptpreis)
- Achterbahn – Folge: Ibiza (Abenteuerreihe, Deutschland 1995, Sonderpreis)
- Aus Eddie Johnsons Innenleben (Kurzfilmreihe, USA 1995, Sonderpreis)
- PuR – Folge: Scheidung (Magazin, Deutschland 1995, Sonderpreis)
- When I Grow up, I Want to be a Tiger (Trickfilm, Deutschland 1996, Lobende Erwähnung)
- Jeder Tag ein Abenteuer – Folge: Tosia (Abenteuerserie, Polen 1994, Lobende Erwähnung)
- ORB-Club – Folge: Lügen (Deutschland 1995, Lobende Erwähnung)
- Benjamin, die Taube (Abenteuerfilm, Island/Deutschland 1995, Lobende Erwähnung)

### 1997
- Lang lebe die Königin (Fantasyfilm, Niederlande 1995, Hauptpreis)
- Die Königin der Farben (Zeichentrickfilm, Deutschland 1996, Sonderpreis)
- Hey Arnold! – Folge: Eugenes Fahrrad (Zeichentrickserie, USA 1996, Sonderpreis)
- Katharina – Special aus der Sendung Die Sendung mit der Maus (Deutschland 1996, Sonderpreis)
- logo! – Folge: Hongkong (Deutschland 1997, Lobende Erwähnung)
- Tschüs, bis morgen! – Folge: Ein ehrlicher Finder (Abenteuerserie, Niederlande 1995, Lobende Erwähnung)

### 1998
- KIK – KinderInfoKiste – Folge: Meliha (Magazin, Deutschland 1997, Hauptpreis)
- Spuk aus der Gruft (Abenteuerfilm, Deutschland 1996, Sonderpreis)
- Pepper Ann (Zeichentrickserie, USA 1997, Sonderpreis)
- Wolf und Rüffel (Bilderbuchadaptationen, Deutschland 1997, Sonderpreis)
- Opa gesucht (Spielfilm, Schweden 1997, Lobende Erwähnung)
- Keine Angst vorm Fliegen (Spielfilm, Dänemark 1996, Lobende Erwähnung)
- Wildlife, – Folge: Das Kamel und der Stern (Zeichentrickserie, Deutschland 1997, Lobende Erwähnung)

### 1999
- Der Junge, der vom Himmel fiel (Zeichentrickfilm, Frankreich 1997, Hauptpreis)
- Disneys Große Pause – Folge: Der Einbruch/Der Neue (Zeichentrickserie, USA 1998, Sonderpreis)
- Kalle und die Engel (Abenteuerfilm, Norwegen/Schweden 1993, Sonderpreis)
- Unser Sandmännchen – Folgen: Der kleine König: Baby, Der kleine Rabe, Die obercoole Südpolgang, Schatzlieder, Irgendwie anders, Kallis Gute-Nacht-Geschichten
- KIK – KinderInfoKiste – Folge: HIV-Positiv und Aids (Magazin, Deutschland 1998, Lobende Erwähnung)

### 2000
- Anja, Bine und der Totengräber (Kurzfilm, Deutschland 1998, Hauptpreis)
- Mama klaut (Abenteuerfilm, Dänemark 1997, Sonderpreis)
- Jim Knopf – Folge: Mandala (Zeichentrickserie, Frankreich/Deutschland 1998, Sonderpreis)
- Die Insel in der Vogelstraße (Drama, Dänemark/Großbritannien/Deutschland 1996, Sonderpreis)
- Paradiso (Zeichentrickserie, Deutschland 1999, Lobende Erwähnung)
- Mausi – Abenteuer einer kleinen Maus – Folge: Auf dem Bauernhof (Zeichentrickserie, Großbritannien 19898, Lobende Erwähnung)
- Sprung ins Leben – Folge: Die beste Freundin (Zeichentrickserie, Großbritannien 1996)

### 2001
- Küss mich, Frosch (Märchenfilm, Deutschland 2000, Hauptpreis)
- Koch-Charts (Kurzfilmreihe, Deutschland 2000, Sonderpreis)
- Monsieur Louis und der kleine Käfer (Zeichentrickfilm, Frankreich 2000, Sonderpreis)
- Schweine nebenan – Folge: Schweine im Anzug (Zeichentrickserie, Deutschland/Irland/USA 2000, Sonderpreis)
- Kiriku und die Zauberin (Zeichentrickfilm, Frankreich/Belgien 1998, Lobende Erwähnung)
- tivi-extra – Folgen: Die Anschläge in Amerika + Mami, kommt jetzt Krieg? (Sondersendungen zu den Anschlägen vom 11. September 2001, Lobende Erwähnung)

### 2002
- logo! extra: Nie wieder Krieg! Kinder in Sierra Leone (Reportage Deutschland 2000, Hauptpreis)
- Angela Anaconda – Folge: Spitzensportlerin Gina (Zeichentrickserie Kanada/USA 2000, Sonderpreis)
- Anders Artig von Christina Schindler (Zeichentrickfilm, Deutschland 2001, Sonderpreis)
- Das freche Gemüse (Zeichentrickfilm, Frankreich 2000, Sonderpreis)
- Eva und Adam (Realserie, Schweden 1999, Lobende Erwähnung)
- Liebe in Blechdosen (Drama, Schweden 2000, Lobende Erwähnung)

### 2003
- Papa Löwe und seine glücklichen Kinder – Folge: Das Krankmännchen (Zeichentrickserie, Deutschland 2002, Hauptpreis)
- SpongeBob Schwammkopf – Folge: Die Geheim-Schachtel (Zeichentrickserie, USA 2000, Sonderpreis)
- Willi wills wissen – Folge: Wie ist das mit dem Tod? (Reportage, Deutschland 2002, Sonderpreis)
- Eins, zwei, drei, Tier (Zeichentrickfilm, Deutschland 2002, Sonderpreis)

### 2004
- Die Koala Brüder – Folge: Leinen los, Käpt’n Ned (Puppentrickserie, Großbritannien 2003)
- Pantoffelhelden (Kurzfilm, Deutschland 2003)
- stark! Kinder erzählen ihre Geschichte – Folge: Adrian tanzt (Reportage, Deutschland 2003)
- Trickboxx [Drehbericht zum Spielfilm ,Sams in Gefahr'] (Medienmagazin, Deutschland 2003)
- Frederick Lau (für sein Spiel im TV-Drama Wer küsst schon einen Leguan? (D 2003))
- Bibi Blocksberg (Spielfilm, Deutschland 2002)

### 2005
- Nulli und Priesemut – Folge: Photoklick (Zeichentrickserie, Deutschland 2004)
- Felix und die wilden Tiere – Folge: Aus dem Dschungelbuch der Orang-Utans (Tiermagazin, Deutschland 2005)
- Toggo United – Die Fußballshow (Show, Deutschland 2005)
- KI.KA Krimi.de – Folge 1: Abgezogen (Krimireihe, Deutschland 2005)
- Hodder rettet die Welt (Spielfilm, Dänemark 2002)

### 2006
- Karen Markwardt (für die Moderation der Reihen Karen in Action und Kickermania, Deutschland 2006)
- neuneinhalb – Sondersendung Nahostkonflikt (Nachrichtenmagazin, Deutschland 2006)
- Die Sendung mit der Maus – Spezial: Frag doch mal... Die Top 10 (Deutschland 2006)
- LazyTown – Los geht’s (Puppenserie, Island 2004, Preisträger: Magnus Scheving für Konzept, Produktion, Regie, Buch, Darstellung)
- 4 gegen Z – Folge 19: In der Zeitschleife (Mysteryserie, Deutschland 2006)
- Die Blindgänger (Kinodrama, Deutschland 2004, Preisträger: Produktion und namentlich die Hauptdarstellerinnen Ricarda Ramünke und Maria Rother)

### 2007
- Krimi.de – Folge 5: Unter Druck (Krimiserie, Deutschland 2006)
- Pucca – Folge 58: Das neue Topmodel (Zeichentrickserie, Kanada 2006)
- Shaun das Schaf – Folge 5: Abspecken mit Shaun (Knetanimationsserie, Großbritannien 2007)
- Willis Quiz Quark Club (Quizshow, Deutschland 2006)
- Fortsetzung folgt – Folge: Besart Qunaj (Dokureihe, Deutschland 2007)
- Pocoyo – Folge 51: Der Streit (Computertrickserie, Spanien/Großbritannien 2005)

### 2008
- Willis VIPs – Das Tagebuch der Anne Frank (BR – Reportage)
- Abseits für Gilles – Jugenddrama (MDR, KI.KA)
- Siebenstein – Magazinsendung (ZDF)
- Phineas und Ferb – Zeichentrickserie (Disney Channel)
- Rennschwein Rudi Rüssel – Kinderserie (WDR)
- Was denkst du über Liebe? (Die Sendung mit der Maus) Animationsfilm (WDR)
- Ralph Caspers (WDR) – Die Sendung mit der Maus, Die Sendung mit der Maus spezial, Wissen macht Ah! u. a.
- Willi Weitzel (BR) – Willi wills wissen, Willis VIPs, Willis Quiz Quark Club

### 2009
- Krimi.de – Folge: Chatgeflüster, Krimiserie (KI.KA)
- Haselhörnchen – Hier knallt die Ente – Folge: Hasel Potter, Puppenshow (Super RTL)
- Dragon Hunters – Die Drachenjäger – Folge: Der rote Drache, Zeichentrickserie (Super RTL)
- stark! – Kinder erzählen ihre Geschichte – Folge: Moritz: „Wäre cool, wenn sie ein Engel wird …“, Reportagereihe (ZDF)
- Sechs auf einen Streich – Das tapfere Schneiderlein, TV-Märchenfilm (NDR)
- Coco, der neugierige Affe, Kino-Zeichentrickfilm (ZDF)
- Internetportal Kindernetz.de (SWR)

### 2011
- Toni Goldwascher, Abenteuerfilm
- Enyo – der Erbe des Schamanen, Fantasyserie (KI.KA)
- Prinz und Bottel, Fernsehfilm (KI.KA)
- Die Hauptstadtpraktikanten, Daily-Doku (KI.KA)
- Zeke und Luther, Comedyserie (Disney XD/Super RTL)
- Jackys wilde Afrika-Tour, Reportage-Reihe (KI.KA)
- Der Kleine und das Biest, Kurzfilm (KI.KA)
- Allein gegen die Zeit, Thrillerserie (KI.KA)

### 2012
- Elefantierisch! –  Folge: Haus und Hof, Magazin für Vorschüler (Das Erste/WDR)
- Fortsetzung folgt – Folge: Wieder zurück Maxis Weg nach Hause, Reportage (KI.KA/HR)
- Lulu Zapadu – Folge: Das große Kürbiskernrätsel, Digitaltrickserie für Vorschüler (KI.KA/ZDF)
- Die fantastische Welt von Gumball – Folge: Die Doofen, Zeichentrickserie (Cartoon Network)
- Du bist kein Werwolf – Folge 6, Magazin für Teenager (Das Erste/WDR)
- Nils Holgerssons wunderbare Reise, TV-Film (Das Erste//NDR)
- Internetportal www.logo.de
- Wickie auf großer Fahrt, Kino-Publikumspreis

### 2013
- Ich kenne ein Tier – Folge: Die Schnecke, Magazin für Vorschüler (KI.KA/SWR)
- Mike der Ritter – Folge: Mike und das unsichtbare Monster, Digitaltrickserie für Vorschüler (Super RTL)
- stark! – Kinder erzählen ihre Geschichte – Folge: Lilli: „Opa hat Alzheimer“, Reportage (ZDF)
- Krimi.de – Folge: Missbraucht, Krimiserie (KI.KA)
- Das Grüffelokind, Kurzfilm (ZDF)
- Die Schöne und das Biest, TV-Film (ZDF)
- Internetportal www.kika.de
- Das Haus der Krokodile, Kino-Publikumspreis

### 2014
- Paula und die wilden Tiere – Folge: Ein Kamel zum Kuscheln, Tierreportage (BR)
- Die Biene Maja – Folge: Der Bienentanz, Computertrickserie (ZDF/Studio100media)
- Crash & Bernstein – Folge: Hier kommt Crash!, Puppencomedy (Disney Channel)
- Wolfblood, Mysteryserie (ZDF)
- The Liverpool Goalie, Spielfilm (MDR/KI.KA)
- Martin Reinl (NDR, Super RTL) – Jan & Henry, Peb & Pebber u. a.
- Internetportal www.kinderfilmwelt.de
- Ostwind, Kino-Publikumspreis

### 2015
- Die Sendung mit der Maus Spezial: Ein Maustronaut im All – Alexander Gerst und die Maus auf der ISS, Wissens-Special (WDR)
- Milli + Maunz – Folge: Das Problem mit Beethoven, Trickserie (Super RTL)
- Take-off: Der Goldene Tabaluga 2014, Doku-Reihe (ZDF)
- Trio – Odins Gold, Abenteuerkrimiserie (NDR)
- Livespiel, Comedyserie (ZDF)
- Der kleine Zappelphilipp – Meine Welt ist bunt und dreht sich, Spielfilm (MDR)
- Website TricKINO.de – Dreh deinen eigenen Trickfilm
- Drachenzähmen leicht gemacht 2, Kino-Publikumspreis

### 2016
- Hank Zipzer – Folge: Foto-Fiasko, Comedyserie (HR)
- Die langen großen Ferien, Trickdramaserie (ZDF)
- Die Sendung mit dem Elefanten – Folge: Viel und wenig, Vorschulmagazin (WDR)
- Checker Extra – Warum so viele Menschen fliehen, Reportage (BR)
- Raketenflieger Timmi – Folge: Der Technikpalast (aus Unser Sandmännchen), Animationskurzfilm (MDR/RBB/NDR)
- Let’s Talk. Weil Meinung zählt!, Diskussionsrunde (ZDF)
- Operation Arktis, Abenteuerfilm (ZDF)
- Kinopreis: Winnetous Sohn, Komödie

### 2017
- Lilys Strandschatz Eiland – Folge: Lebwohl, Seevogel, Animationsserie (KiKA)
- Die Zeitfälscherin, Abenteuerserie (NDR)
- Rhabarber Rhabarber, Komödie (NDR)
- Ritter hoch 3 – Folge: Das Erntedankfest, Animationsserie (Super RTL)
- Berlin und wir!, Doku-Soap (ZDF)
- Das erste Mal … USA! – Folge: Louisa und Philipp in Texas, Reportagereihe (ZDF)
- Checker Tobi – Folge: Der Leben-und-Sterben-Check, Magazin (BR)
- Kinopreis: Die Winzlinge – Operation Zuckerdose, Animationsabenteuer

### 2018
- Dschermeni, Dramaserie (ZDF)
- Draußen schlafen – Der Bettkampf , Comedy-Challenge (ZDF)
- Die Vogelhochzeit, Musik-Animationsfilm aus Siebenstein (ZDF)
- Ridoy – Kinderarbeit für Fußballschuhe aus der Reihe Schau in meine Welt! (SWR)
- Grizzy und die Lemminge – Folge: Der Spürhund, Animationsserie (Super RTL)
- Ab ans Meer!, Kinderfilm (SWR)
- Kinopreis: Storm und der verbotene Brief , Historiendrama
- Publikumspreis Wissen für das beste Erklärstück: Die Dresdner Frauenkirche  aus der Sendung mit der Maus

### 2019
- Max & Maestro, Trickserie (HR)
- Die Pfefferkörner, Krimiserie (NDR)
- Checker Tobi – Folge:  Der Judentum-Check, Doku-Reihe (BR)
- PUR+  –  Folge: Ich habe Krebs, Wissensmagazin (ZDF)
- Digiclash: Der Generationen-Contest (Der Goldene Tabaluga), Experiment-Doku (ZDF)
- Chika, die Hündin im Ghetto, Stop-Motion Kurzfilm (ZDF)
- Fannys Reise, Kriegsdrama (ZDF)
- Kinopreis:  Thilda & Die beste Band der Welt , Roadmovie